# Sori (Ligurien)
Sori (ligurisch Söi) ist eine italienische Gemeinde mit 3983 Einwohnern (Stand 31. Dezember 2023) in der Metropolitanstadt Genua. Sie ist direkt am Golfo Paradiso der Region Ligurien gelegen.

## Lage und Einwohner
Die Ortschaft von Sori liegt am Golfo Paradiso der Riviera di Levante und erstreckt sich innerhalb des Valle di Sori (Tal von Sori) ins Inland bis zum Val Fontanabuona. Wegen seiner weiten Ausdehnung in Richtung Apennin bildet der Ort mit 16 weiteren Gemeinden die Comunità Montana Fontanabuona.
Das Territorium der Gemeinde ist ausschließlich gebirgig und erreicht mit dem Gipfel des Monte Becco eine Höhe von 894 Metern.
Nach der italienischen Klassifizierung bezüglich seismischer Aktivität wurde Sori der Zone 4 zugeordnet. Das bedeutet, dass sich die Gemeinde in einer seismisch inerten Zone befindet.

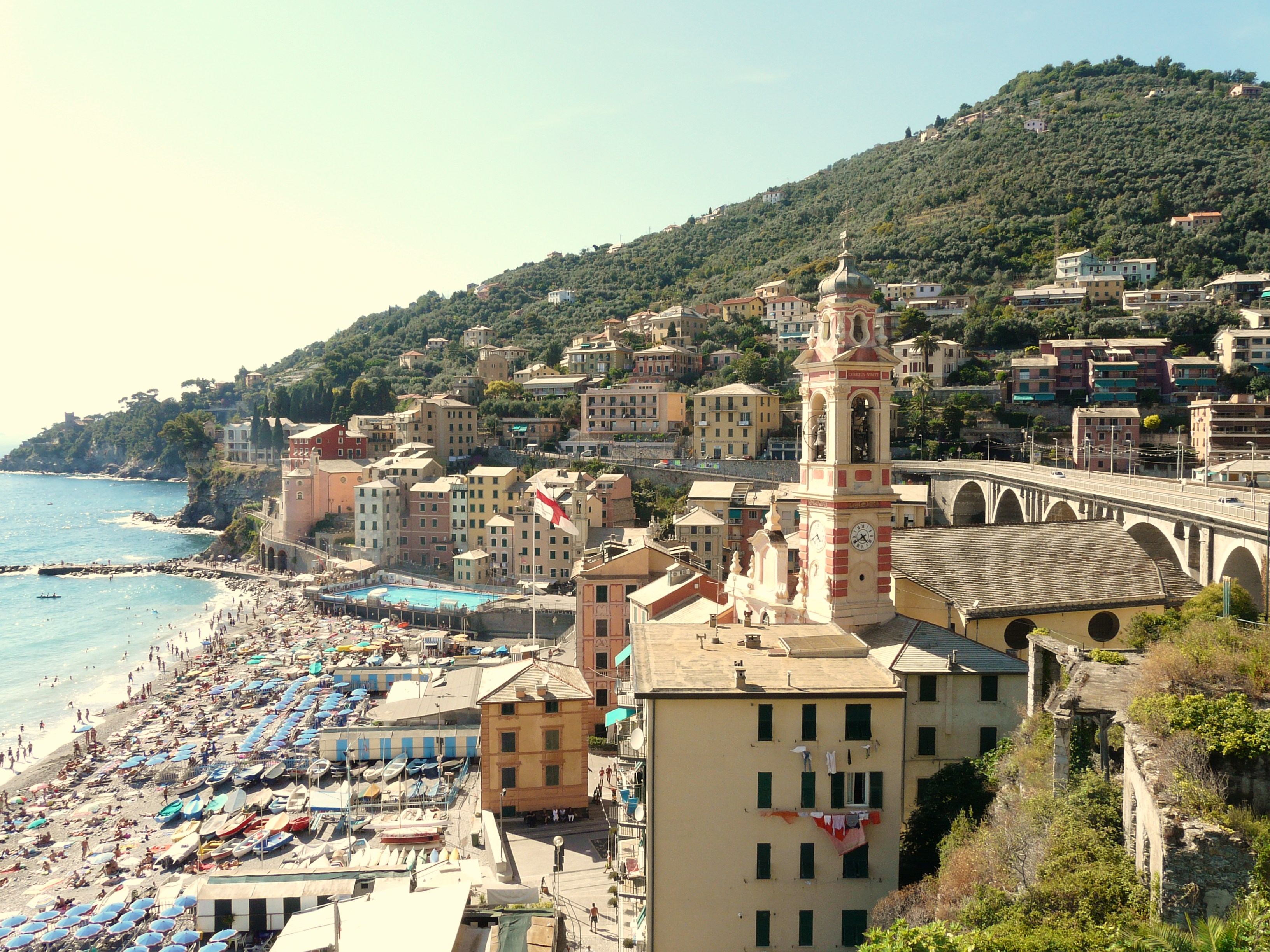
Der Strand von Sori

### Klima

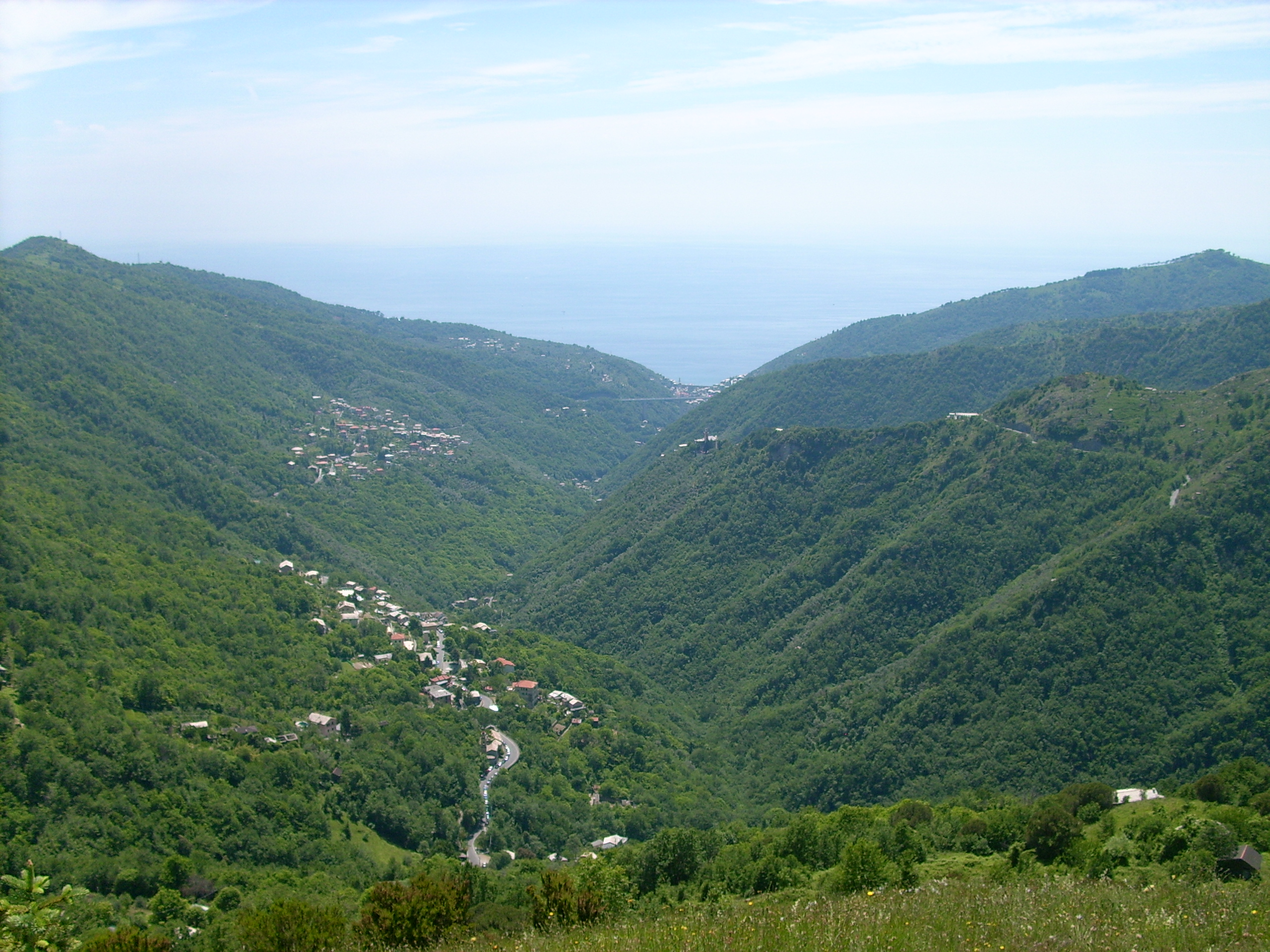
Das Hinterland von Sori mit einigen zugehörigen Siedlungen

Die Gemeinde Sori wird unter Klimakategorie D klassifiziert, da die Gradtagzahl einen Wert von 1423 besitzt. Das heißt, die in Italien gesetzlich geregelte Heizperiode liegt zwischen dem 1. November und dem 15. April für jeweils 12 Stunden pro Tag.

## Wirtschaft
Die landwirtschaftliche Produktion Soris war, begünstigt durch die weitläufige Besiedlung der Täler im Umkreis der Gemeinde, ein wichtiger Wirtschaftszweig mit Produkten aus Oliven- und Getreidekulturen wie auch Viehzucht und Forstwirtschaft. Heute ist die Bedeutung der Landwirtschaft stark zurückgegangen. Lediglich im Bereich Pflanzenzucht existieren in Sori noch einige Unternehmen mit dem Schwerpunkt Basilikum- und Zierpflanzenzüchtung. Von einer gewissen Bedeutung ist auch die Olivenölproduktion.
Der Industriesektor war bis in die 1960er Jahre mit der Präsenz zahlreicher Gießereien stark ausgeprägt. Mit dem Ausbau der Transportinfrastruktur wanderten viele Unternehmen jedoch in besser angebundene und kostengünstigere Regionen ab. Heute sind entlang der Provinzstraße 71 noch einige Messinggießereien in Betrieb, die hauptsächlich für den nautischen Bereich produzieren. Zwei Betriebe stellen Nudelprodukte (insbesondere Trofie) her und eine Vielzahl kleiner Unternehmen stellt nautische Spezialprodukte her.
Im Dienstleistungssektor dominiert der Tourismus, der durch die Nähe zur Lombardei und dem Piemont begünstigt wird. Ebenfalls von Bedeutung sind Tagesausflügler aus der nahegelegenen Regionalhauptstadt Genua. Für den Strandurlaub stehen in Sori fünf
saisonabhängige Strandbäder zur Verfügung.
Das Gros der Einwohner Soris ist in Genua oder den angrenzenden Produktionszentren beschäftigt.

## Kultur und Sehenswürdigkeiten

### Persönlichkeiten mit Bezug auf Sori
Nach Studien des spanischen Historikers Rafael Inglada soll 1787 Tommaso Picasso, der Urgroßvater des Malers Pablo Picasso, in Sori geboren worden sein. Dies konnte im Pfarrarchiv nachgewiesen werden. 1954 stellte Pablo Picasso zudem genealogische Nachforschungen in den Gemeinden Sori, Avegno und Recco an. Bis heute ist der Nachname Picasso im Bereich des Golfo Paradiso weit verbreitet.
Weitere Persönlichkeiten:
- Alfredo d’Andrade (1839–1915), portugiesischer Architekt und Archäologe, der sich 1875 in Sori niederließ
- Ugo Attardi (1923–2006), Maler und Bildhauer
- Luigi Castagnola (* 1953 in Sori), Wasserballspieler
- Augusto Forin (* 2. April 1956 in Sori), Liedermacher
- Paolo Kessisoglu (* 25. Juli 1969 in Genua), Schauspieler und Fernsehmoderator aus soresischer Familie

### Sakralbauten

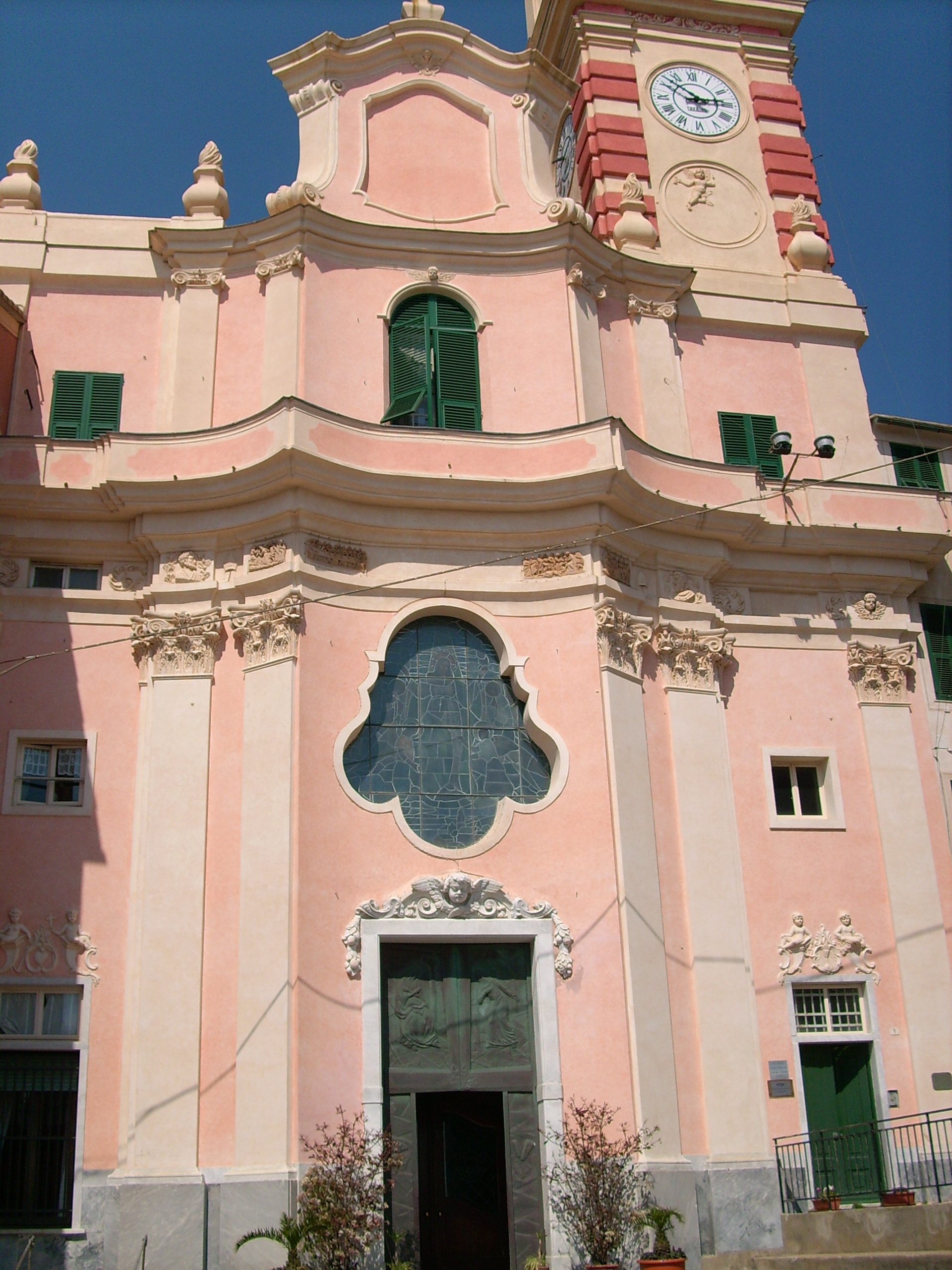
Die Chiesa di Santa Margherita im Zentrum Soris

Die im Ortsteil Sussisa befindliche Chiesa di Santa Maria Immacolata wurde im Grundzug 1754 errichtet. Als Ausgangsbau diente eine Kapelle mit drei Altaren im Innenraum, die nach Mariä Empfängnis Santissima Concezione benannt war. Die Altare sind Jakobus dem Älteren, dem Apostel Philippus, Matthäus und San Ferrando geweiht. Die Kapelle wurde mittels eines Dekrets des Kardinals Tommaso Pio Boggiani vom 12. Oktober 1920 in Autonomie von der Pfarrgemeinde zur Kirche ausgebaut.
Weitere Sakralbauten:
- Chiesa di Santa Margherita, zwischen 1711 und 1714 von Antonio Maria Ricca errichtet
- Chiesa di Sant’Apollinare, im gleichnamigen Ortsteil (13. Jahrhundert)
- Chiesa di San Bartolomeo, im gleichnamigen Ortsteil (11. Jahrhundert)
- Chiesa di San Lorenzo, im Ortsteil Teriasca (16. Jahrhundert)
- Chiesa di San Pietro, im Ortsteil Capreno (12. Jahrhundert)
- Chiesa di Santa Maria Assunta, im Ortsteil Canepa (16. Jahrhundert)
- Oratorio di Santa Maria delle Grazie, mit einer Fassade aus der späten Renaissance
- Oratorio di Sant’Erasmo, heute säkularisiert und als Auditorium genutzt
- Cappella di San Rocco

### Legenden
Im Fischerort ist bis heute eine Legende von der Steinstatue Madonna del Pontin verbreitet.
Die Statue, welche die Jungfrau Maria mit dem Meer im Hintergrund darstellt, soll laut der Legende drei Mal ins Meer gefallen sein und drei Mal wieder von diesem ans Land zurückgegeben worden sein.
Während eines Überfalls durch türkische Piraten am 1. Juli 1584 wurde die Statue aus der Kirche geraubt und auf ein Schiff gebracht, doch laut der Legende war es den Piraten unmöglich in See zu stechen, so dass sie sich gezwungen sahen, diese ins Meer zu werfen. Sie wurde anschließend von den Soresern geborgen und 1637 auf der mittelalterlichen Brücke aufgestellt.
Am 19. Juni 1944 befand sich Sori unter einem heftigen Bombardement durch alliierte Flugzeuge, bei der auch die Statue getroffen wurde. Nach der Legende wurde die Statue elf Jahre später im Januar 1955 von Fischern aus Sori intakt am Strand wiedergefunden und auf der neu errichteten Brücke wieder aufgestellt.

## Verkehr

### Straßen und Autobahn

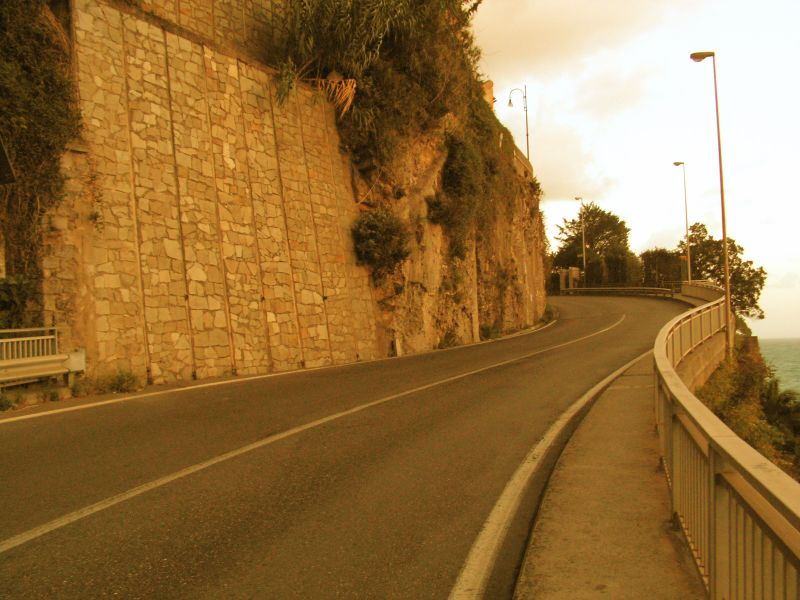
Die Via Aurelia bei Sori

Sori liegt an der Provinzstraße 1 Aurelia (italienisch: Strada Provinciale). Die beiden Abfahrten von dieser liegen bei Kilometer 510 und 511 (von Rom). Die Gemeinde selbst ist nicht direkt an eine Autobahn angeschlossen; die nächste Auf-/Abfahrt liegt fünf Kilometer entfernt bei Recco an der A12. Die Autobahn überquert das Tal von Sori auf dem 393 Meter langen und 125 Meter hohen Sori-Viadukt, das zwischen 1966 und 1971 das höchste in ganz Italien war.
Bei Sori befindet sich auch der Anfang der Provinzstraße 71 (del Monte Cornua), die in den Ligurischen Apennin führend die Gemeinde Uscio, das Val Fontanabuona und Genua erreicht. Es besteht eine Verbindung zur Provinzstraße 67 (del Monte Fasce), welche ein herausragendes Panorama über das Ligurische Meer und den Apennin bietet.

### Schienenverkehr
Sori verfügt über einen kleinen Bahnhof an der Hauptbahnstrecke Pisa—La Spezia—Genua und wird auf der Strecke Genua – La Spezia vom regionalen Bahnverkehr bedient.

## Sport
Sori verfügt über eine Wasserballmannschaft, die Rari Nantes Sori. Sie wurde am 15. März 1956 gegründet und spielt derzeit in der Serie A1.